# Revue de théologie et de philosophie
Die Revue de théologie et de philosophie ist eine philosophische Zeitschrift, deren Zweck hauptsächlich der Dialog zwischen den beiden Disziplinen Theologie und Philosophie ist. Sie wurde 1868 von protestantischen Theologen aus der Romandie gegründet und publizierte zunächst ausschliesslich Rezensionen. Seither hat sich die von Vertretern der Universitäten Genf, Lausanne und Neuenburg getragene Revue zu einer vollständigen Fachzeitschrift entwickelt, die Aufsätze und Diskussionsbeiträge publiziert.